# FK 하이두크 쿨라
FK 하이두크 쿨라(세르비아어: Фудбалски клуб Хајдук Кула / Fudbalski klub Hajduk Kula)는 쿨라를 연고로 하던 세르비아의 축구 클럽이다. 1925년에 설립되었으며 2013년 재정 문제로 인해 해체되었다.

## 역대 감독
| 감독                | 임기 |
| ------------------- | ---- |
| 네보이샤 부치체비치 | 2006 |
| 조란 쿤티치         | 2009 |